# パオロン
パオロン（PAOLON）は、日本プロ野球・中日ドラゴンズのマスコットキャラクター。2000年から正式なマスコットとして登場。名前は「宝龍」の中国語読みから「パオロン」と名付けられた。

## 風貌・特徴など
同球団のマスコット、シャオロンが元とされているが、シャオロンとは違って肌はピンク色で腕と脚が短く、背も小さくて体は丸みがあり、角と尻尾と足のサイズも小さく、眼のデザインも多少異なる。頭には白い毛が生えている。「マークとしてのシャオロン」のような手のない状態でのデザインを公式に見ることはほとんどない。性別は不明だが、ファンや球団からは愛称の「パオちゃん」と呼ばれるなど女の子キャラとしてほぼ認知されている。愛らしい癒し系の姿と行動から人気は高い。
登場当初はシャオロンの妹とされていたが、数年後にシャオロン自身がネット上の掲示板でパオロンの事を「友達」と発言しており、「中日ドラゴンズ70年史」にはシャオロンの妹とも友達とも言われている不思議な関係と曖昧な設定になっている。
ユニフォームはホーム用ユニフォームを着用している。ただし夏の「ゆかたデー」では浴衣姿で登場している。背番号は登場した年と同じ2000で、ドラゴンズのマスコットでは唯一、背番号を一度も変更していない。
ナゴヤドームでは基本的にシャオロンと行動を共にしているが、他球場へ訪問するときは一緒ではない場合がある。他球場訪問では、動作があまり俊敏ではないこともあり、他のマスコットキャラクターのパフォーマンスを見守ったり、いじられたりすることが多い。
手足の短さと体の丸っこさから、転ぶと自力で起き上がれないため、選手や他チームマスコット等がわざとパオロンを横に倒して転がすことがある。特に北海道日本ハムファイターズのマスコット、B・Bはこの傾向が強く、交流戦等でホーム・ビジター問わず、ほぼ毎回パオロンを転がすことがお約束となっている。（通称：パオロンコロコロ。B・B以外に転がされた場合もこの呼び名が使用される）
ダンスは得意で、イニング間に行われるチアドラゴンズのダンスパフォーマンスには必ず参加し、ほとんど踊らないシャオロンはもとより最も可動域が広いはずのドアラよりも小気味の良いダンスを披露する。ダンス等でグラウンドに出た際、鈍足を補うためにパフォーマンスの終了前に他の演技者よりも先にベンチ裏に戻り始める。特に地方遠征時にはファウルグラウンドの広さの違いから戻りきれなくなってしまうこともままあり、プレイボールに間に合わせる為に必死に走る姿が見られる事が多い。
食べることが大好きで食べ歩きが趣味、好物は主にみたらし団子、おにぎり、饅頭、スイカ。

## エピソード
- 2007～2009年に中日に在籍していた李炳圭とはかなり仲が良く、試合開始前に近づいている様子が見られていたが、パオロン自身もハングルを勉強するなど李との交流に努力していた。李が退団した後も自身のツイッターで韓国語をつぶやいたことがある。

## 誕生から現在まで
2000年
- ドアラ、シャオロンに続く第3のマスコットとして登場。背番号は登場当初から2000。

2004年
- ユニフォーム新調により、ドアラ、シャオロンの背番号が変更。これによりドラゴンズの球団マスコットの背番号は、各登場年（西暦）の4桁に統一される[3]。

2005年
- この年プロ野球交流戦開始。同時にパ・リーグ所属球団主催試合の遠征にも全試合ではないが参加するようになる。

2007年
- パオロンが主役のマスコットイベント「パオロンデー」を7月8日に初めて開催。前年の「ドアラデー」が好評だった事から「シャオロンデー」とともに実現した。

2010年
- 3月26日の開幕戦で、セルフプロデュースによる特注ユニフォームを初披露。ホーム用の青の部分をピンクにしたワンピースタイプで、2011年シーズンまで着用した[4]。
- 8月17日にはツイッターを開始。ドアラよりも先にソーシャルメディアを使い始める[5]。

2012年
- 再びユニホーム新調に伴い、着用するユニフォームを従来のホーム用に戻した。

2013年
- 1月24日、ドラゴンズ公式フェイスブック本格運用に伴い、ツイッター終了[6]。

2020年
- ドアラ、シャオロンが出演する『トミカ絆合体 アースグランナー』第35話にゲスト出演し、その他のセ・リーグマスコットも本格的にアニメデビューしている。